# Tsagaannuur (Bajan-Ölgii)
Tsagaannuur (mongolisch Цагааннуур, ᠴᠠᠭᠠᠨ ᠨᠠᠭᠤᠷᠰᠤᠮᠤ
 ᠰᠤᠮᠤ, deutsch „Weißer See“) ist ein Sum (Distrikt) des Aimag (Provinz) Bajan-Ölgii im Westen der Mongolei. Die Bevölkerung ist vornehmlich kasachisch. Die Einwohnerzahl beträgt 1.672 (Stand: Ende 2020). 2014 wurden 1.436 Einwohner gezählt.

## Geschichte
Tsagaannuur wurde von Kasachen besiedelt, die von der Nordseite des Altai-Gebirges einwanderte. 1922 wurde das Banner Sherushy khoshuun (tuwinisch кожуун) mit dem Zentrum in Akbalshyk, dem heutigen Bilüü, gegründet. 1922 wurde es in die Einheiten Sherushy und Shebaraigyr geteilt und 1925 in Sherushy, Shebaraigyr, Botakara und Zhantekey. Diese Khoshuuns gehörten zur Provins Khovd. 1940 wurde die Provinz Bajan-Ölgii gegründet und das Sum wurde der Provinz untergeordnet.

## Geographie
Tsagaannuur grenzt an die russische Republik Altai im Norden, Ulaanchus Sum und Bugat im Süden, sowie Nogoonnuur (Ногооннуур) im Osten. Das Sum ist geprägt von den Bergen und Hügeln am Nordrand des Altai. Der Hauptort des Gebiets liegt auf einer Höhe von 2110 m.
Im Norden liegen die Nationalparks Siilkhem A (Siilxem Nuruu, Сийлхэмийн нуруу "А" БЦГ) und Siilkhem Uul B (Сийлхэм Уул Б), wichtige Habitate für den Schneeleopard. Der Ort liegt an einer wichtigen Kreuzung der Nationalstraße AN 4. Am östlichen Rande des Ortes liegt der gleichnamige See Tsagaan Nuur mit seinen Zuflüssen Burgut und Zagt. Nach Osten erstreckt sich der See Dund Nuur (Дунд Нуур).
Das Zentrum von Tsagaannuur Sum ist Ausgangspunkt einer wichtigen Straße nach Russland. Nach Süden führt die Route weiter zum Zentrum des Aimag nach Ölgii.

## Tsagaan Nuur Free Economic Zone
Die 'Tsagaannuur Freie Wirtschaftszone' wurde im November 2005 gegründet um die Entwicklung des westlichen Teils der Mongolei zu fördern. Die Zone hat eine Fläche von 708,4 ha. Zwei Flüsse an der West- und Nordseite bieten Wasserversorgung. Die Wirtschaftszone genießt einige Steuer- und Zollprivilegien.